# 凱爾西·斯圖爾特
凱爾西·斯圖爾特（英語：Kelsey Stewart，1994年8月15日—）是一名出生於美國堪薩斯州的壘球選手，司職工具人。她曾隨隊參加2020年夏季奧林匹克運動會壘球比賽，結果獲得銀牌。

## 外部連結
- 凱爾西·斯圖爾特的X（前Twitter）
- 凱爾西·斯圖爾特的Instagram帳戶